# Ramzy Małe
Ramzy Małe – osada w Polsce położona w województwie pomorskim, w powiecie sztumskim, w gminie Sztum, na Powiślu.
W latach 1975–1998 miejscowość należała administracyjnie do województwa elbląskiego.

## Urodzeni w Ramzach Małych
- Kazimierz Donimirski – polski działacz narodowy i społeczno-oświatowy na Powiślu[3].